# Тъмно хранене
Тъмното хранене се извършва в тъмен ресторант, където клиентите не виждат храната, която ядат. Основната концепция е, че премахването на зрението засилва другите сетива и увеличава гастрономическото удоволствие. От 1999 г. подобни ресторанти се отварят в много части на света.

## Произход
Първият опит за тъмен ресторант се състои в Париж. Създаден е през 1997 г. от Мишел Рейлхак и се нарича „Le gout du noir“. Тази идея е последвана от откриване на временен ресторант в квартал „Монторгейл“ в Париж през лятото на 1999 г. През 2003 г. тази програма става "Dans le Noir?", основана от Едуард де Бройли, френски предприемач, в сътрудничество със сляпата фондация „Пол Гинот“. Това става първата международна верига ресторанти на тъмно. Първият постоянен ресторант е „Blindekuh“ (на немски: Сляпа баба) в Цюрих, Швейцария. Той е открит през септември 1999 г. от слепия свещенослужител Хорхе Спилман, който иска да предаде опита на слепотата на зрящите клиенти. Спилман казва, че идеята е дошла, след като гостите, които вечеряли със завързани очи в собствения си дом, съобщават за по-голямо удоволствие от яденето им чрез сетивата за вкус и мирис.